# ГЕС H M Jackson
ГЕС H M Jackson — гідроелектростанція у штаті Вашингтон (Сполучені Штати Америки). Використовує ресурс із річки Султан, правої притоки Skykomish, яка у місті Еверетт впадає до затоки П'юджет-Саунд (пов’язана з Тихим океаном через протоку Хуан-де-Фука).
У 1962 році річку перекрили греблею Culmback, виконаною як кам’яно-накидна споруда із глиняним ядром висотою 61 метр, котра накопичувала воду для подальшого використання в системі водопостачання міста Еверетт. Остання також включала розташовану нижче по течії невелику водозабірну греблю, котра спрямовувала ресурс у прокладені по правобережжю тунель довжиною понад 3 км та водовід довжиною 0,6 км, що завершувались у регулюючому резервуарі Lake Chaplain. 
А у 1980-х роках на основі греблі Culmback створили гідроенергетичну схему, цікавим способом зв’язану із системою водопостачання. Споруду наростили до висоти 80 метрів при довжині 195 метрів та товщині по гребеню 8 метрів. Тепер вона утримувала збільшене водосховище Спада-Лейк з площею поверхні 7,6 км2 (до 8 км2 під час повені) та об’ємом 189 млн м3 (корисний об’єм 74 млн м3).
Зі сховища через лівобережний масив проклали дериваційний тунель довжиною 6,4 км з діаметром 3,7 метра, який переходить у водовід довжиною 5,9 км та діаметром 3 метри. Вони виходять до машинного залу, розташованого на лівому березі Султан за 19 км нижче по течії від греблі, та за 8 км нижче від водозабірної споруди системи водопостачання.
Машинний зал обладнали чотирма турбінами – двома типу Пелтон потужністю по 47,5 МВт, розрахованими на використання напору у 305 метрів та двома типу Френсіс потужністю по 8,4 МВт, котрі працюють при напорі у 206 метрів. Така різниця в напорах пояснюється тим, що відпрацьована меншими турбінами вода не скидається у річку, а потрапляє до водоводу довжиною 5,6 км, який йде вверх по правобережжю річки до регулюючого резервуару Lake Chaplain. Таким чином, призначений для системи водопостачання ресурс проходить транзитом через машинний зал, дозволяючи використати для виробництва електроенергії перепад висот між озером Спада та Lake Chaplain. 
Ще однією особливістю створеної системи є можливість подачі води у реверсному режимі від Lake Chaplain до водозабірної греблі з метою її випуску у річку. Це дозволяє виконати природоохоронні вимоги нової ліцензії щодо забезпечення мінімальної природної течії по руслу нижче від водозабірної греблі.
Видача продукції відбувається по ЛЕП, розрахованій на роботу під напругою 115 кВ.